# Ferruccio Corradino Squarcia
Ferruccio Corradino Squarcia (Santa Vittoria in Matenano, 26 giugno 1910 – El Cogul, 27 dicembre 1938) è stato un militare, calciatore e giornalista italiano decorato con la medaglia d'oro al valor militare durante la guerra civile spagnola.

## Biografia
Nacque a Santa Vittoria in Matenano, piccolo comune collinare in Provincia di Fermo. Figlio di Giuseppe Secondo Squarcia, giornalista anche lui, redattore de Il Giornale d’Italia e direttore del “Giornale di Ascoli” e della “Contessa della Sibilla”, cresce fin dalla tenera età nel capoluogo ascolano, frequentando il liceo classico “Francesco Stabili”.
Sportivo, praticante del gioco del calcio, ricoprì il ruolo di terzino indossando la maglia dell'Ascoli. Conclusa la carriera agonistica rimase ancora nel sodalizio bianconero come dirigente, affiancando la passione per il calcio a quella di giornalismo, divenendo corrispondente del quotidiano sportivo Il Littoriale.
Dopo la metà degli anni trenta, partì con il Corpo Truppe Volontarie per la Guerra civile spagnola - in appoggio del dittatore Francisco Franco e delle forze spagnole nazionaliste contro le forze del governo legittimo della Repubblica spagnola - partecipando a vari combattimenti. Squarcia era un ufficiale di complemento, del 225º Reggimento di Fanteria e nella guerra in Spagna si distinse anche per l'attività di giornalista come corrispondente di guerra. I suoi articoli comparvero anche su Il Popolo d'Italia. 

Rimase ferito il giorno di Natale del 1938 nei pressi di Barcellona ad una mano, ma nonostante ciò rimase a combattere. Per la sua tenacia e il suo coraggio ricevette la medaglia d’argento al valor militare. Il giorno dopo ritornò in prima linea insieme al suo plotone, rinunciando completamente alla convalescenza. Ma la scelta gli costò la vita. Fu colpito al petto dal soldato nemico, ma non volle ancora una volta abbandonare la trincea, rimanendo vicino ai suoi soldati, guidandoli nella difficile battaglia. Ma le difficili condizioni non gli diedero scampo e il Tenente Squarcia trovò la morte la sera del 27 dicembre 1938. Fu decorato Medaglia d'oro al valor militare.
L'onorificenza fu conferita nel 1938 dal re Vittorio Emanuele III.
Riposa nel Sacrario dei caduti italiani nella Torre-cimitero di Saragozza. Al suo fianco un altro concittadino ascolano Mario De Bernardis, morto anche lui nella guerra di Spagna.
Gli è intitolato lo stadio Squarcia di Ascoli Piceno, che ospita il torneo cavalleresco della Quintana.